# آن هربرت
آن هربرت (بالإنجليزية: Anne Herbert)‏ هي صحفية أمريكية، ولدت في 1952.